# ایوان ورونا
ایوان ورونا (روسی: Ива́н Ива́нович Вро́на؛ 29 September 1887(۱۷) – ۵ ژانویه ۱۹۷۰) هنرمند اهل امپراتوری روسیه بود.